# Taku Akahoshi
Taku Akahoshi (赤星 拓, Akahoshi Taku) est un footballeur japonais né le 21 avril 1984. Il évolue au poste de gardien de but.

## Biographie
Taku Akahoshi commence sa carrière professionnelle au Sagan Tosu. Il est vice-champion de J-League 2 en 2011 avec le Sagan Tosu, ce qui lui permet d'accéder en J-League 1. Pour sa première saison en J-League 1, il dispute 30 matchs en championnat.